# Fly100%

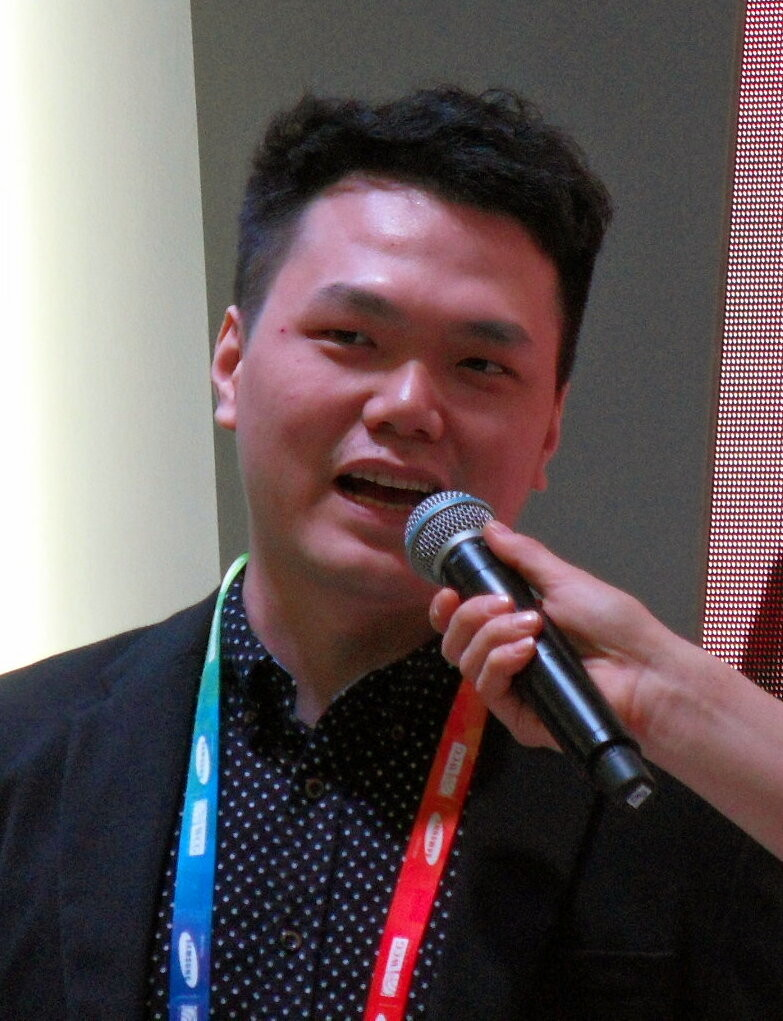
飛翔2013年WCG崑山總決賽

Fly100%（1987年2月13日—），本名陆维梁，出生于广西南宁，中国著名的魔兽争霸选手，世界电子竞技大赛选手，其使用的：，擅长的种族为兽族。其出道之初加盟的是兰州俱乐部，后以其独特的兽族打法迅速备受魔兽争霸爱好者关注，并取得众多比赛冠军，后取得NWL第一赛季冠军，成为新一代的兽王，是随李晓峰（SKY，人皇）之后，中国人气最高职业游戏选手。
在2009年11月15日于成都举行的世界電子競技大賽2009（WCG2009）魔兽项目决赛中，fly100%惜败于同样来自中国的infi（王诩文，塔魔）获得亚军。
在2015年12月20日于銀川举行的世界電子競技大賽2015（WCA2015）魔兽项目中，在胜者组决赛以0:2负于德国的yAwS后，在败者组决赛胜出，以0:1的败者组让分再次与yAwS会师决赛，并在先失一局的劣势下连胜三局，最终以3:2获得冠军。

## 成就
- WCG2009中国成都世界总决赛魔兽争霸3项目亚军
- WCG2011韩国釜山世界总决赛魔兽争霸3项目季军
- WCA2015中国银川世界总决赛魔兽争霸3项目冠军
- WCG2020中国上海世界总决赛魔兽争霸3個人賽、團隊賽项目雙冠军，進入WCG名人堂。

- WCG2011韩国釜山世界总决赛魔兽争霸3项目季军